# 莫月鼎

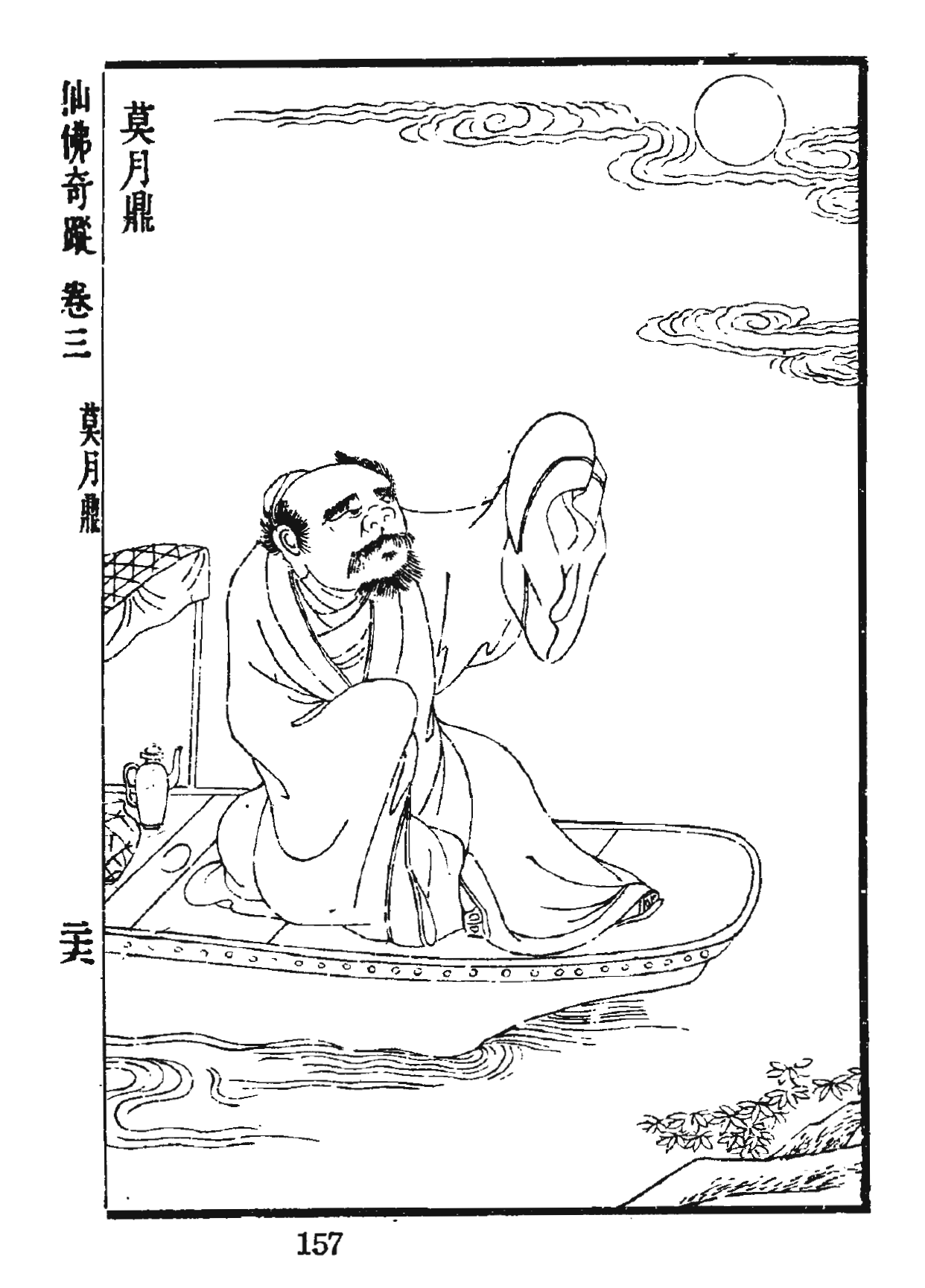
仙佛奇蹤 卷三 莫月鼎

莫月鼎（1226年—1294年），名洞一，字起炎，一作字南仲，人称莫真官、莫月鼎真人。吴兴（今浙江湖州市）人，《浙江通志》说为钱塘人），南宋末年、元朝初年道教神霄派主要代表人物。宋濂《元莫月鼎传碑》谓：“讳起炎，入道后，更名沾乙，自号月鼎。”
他早年三次应试不第，于是研习玄学，后改名洞乙，以自号为月鼎。入青城山，向徐无极学法。宋理宗宝祐六年（1258年），浙东大旱，马廷鸾守绍兴，请他前来。洞乙求雨成功。宋理宗称他为神仙。至元二十五年（1288年），元世祖派遣御史中丞崔彧到江南拜访他，在上都召见，求雪得验，命他总领道教，他以年老推辞。回到吴中，至元三十一年（1294年）正月十三去世，时年六十九岁。